# Coudray (Mayenne)
Coudray is een gemeente in het Franse departement Mayenne (regio Pays de la Loire) en telt 640 inwoners (1999). De plaats maakt deel uit van het arrondissement Château-Gontier.

## Geografie
De oppervlakte van Coudray bedraagt 10,9 km², de bevolkingsdichtheid is 58,7 inwoners per km².

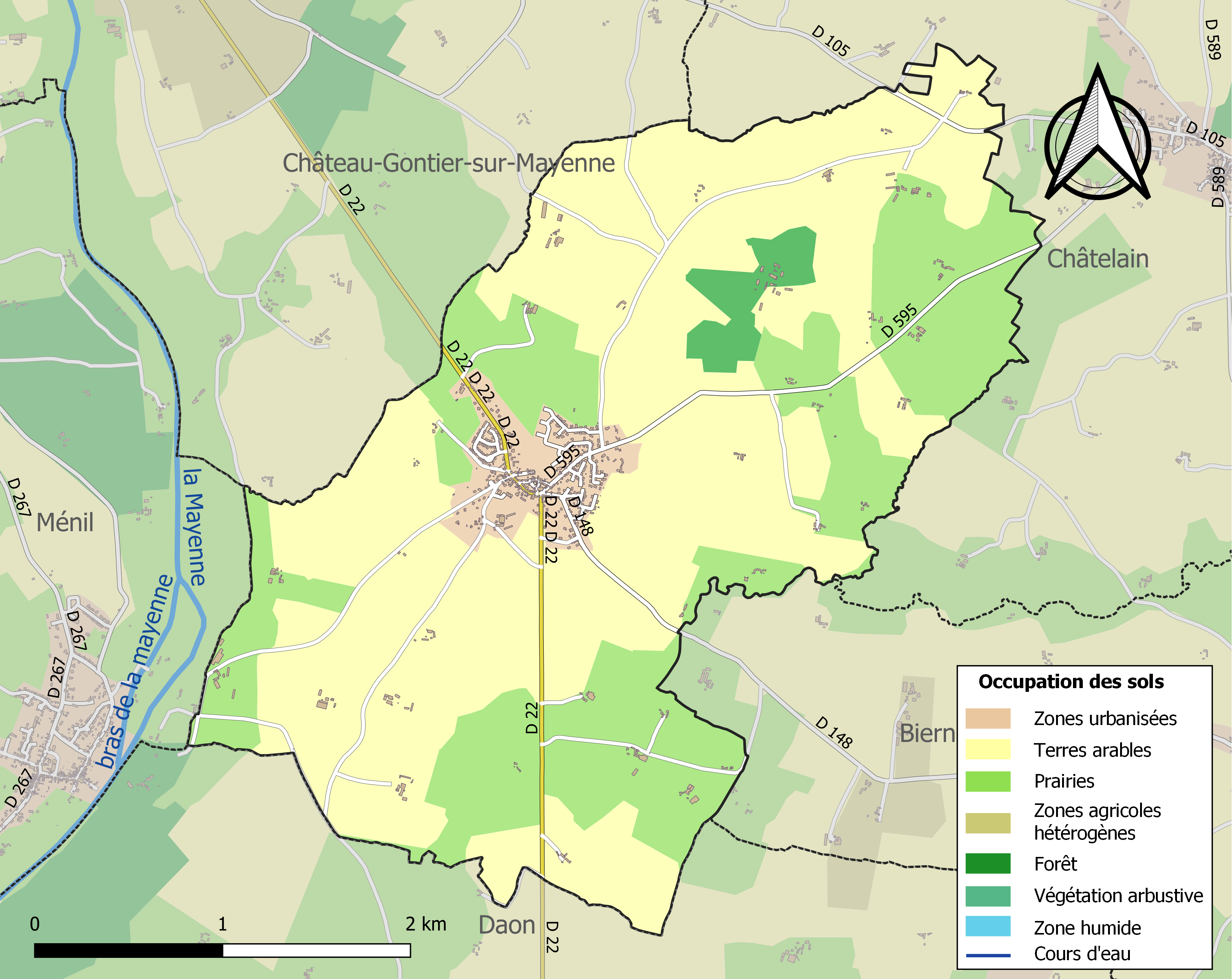
Kaart van de gemeente met de belangrijkste infrastructuur, bodemgebruik en omliggende gemeenten

## Demografie
Onderstaande figuur toont het verloop van het inwonertal (bron: INSEE-tellingen).